# Marjorie Fowler
Marjorie Fowler (* 16. Juli 1920 in Los Angeles; † 8. Juli 2003 in Hollywood Hills; gebürtig Marjorie Johnson) war eine US-amerikanische Filmeditorin.

## Leben
Marjorie Fowler wurde als Tochter des Journalisten und Autoren Nunnally Johnson in Los Angeles geboren. Sie versuchte sich zunächst als Schauspielerin bei 20th Century Fox. 1944 begann sie schließlich ihre Karriere als Filmeditorin mit Fritz Langs Gefährliche Begegnung, einem Film noir, den ihr Vater produzierte und für den dieser auch das Drehbuch schrieb. Es folgten weitere gemeinsame Produktionen mit ihrem Vater, wie das Filmdrama Eva mit den drei Gesichtern (1957), bei dem Fowler den Filmschnitt verantwortete, während Nunnally Johnson für die Regie, das Drehbuch und die Produktion zuständig war.
Fowler war eine der ersten in ihrer Branche, die eine diagonale Filmklebetechnik nutzten. Jedoch erst Ende der 1950er Jahre kam sie regelmäßig bei Filmen zum Einsatz, darunter das starbesetzte Filmdrama Getrennt von Tisch und Bett (1958), die Literaturverfilmung Elmer Gantry (1960) und die Doris-Day-Komödie Ein Pyjama für zwei (1961). Die drei James-Stewart-Filme Mr. Hobbs macht Ferien (1962), In Liebe eine 1 (1963) und Geliebte Brigitte (1965) zählen ebenfalls zu Fowlers Arbeiten.
Für die Filmkomödie Doktor Dolittle (1967) wurde sie in der Kategorie Bester Schnitt zusammen mit Samuel E. Beetley für den Oscar nominiert. 1973 und 1974 gewann sie je einen Emmy zusammen mit ihrem Ehemann Gene Fowler Jr. für die Fernsehserie Die Waltons und den Fernsehfilm The Blue Knight. Im Laufe ihrer Karriere war sie auch sechsmal für den Eddie Award nominiert, den sie 1982 für die Fernsehproduktion The Marva Collins Story gewinnen konnte. Im Jahr 2000 erhielt sie zudem den ACE Career Achievement Award für ihr Lebenswerk.
Mit dem Editor Gene Fowler Jr., mit dem sie unter anderem für Gefährliche Begegnung zusammengearbeitet hatte, war Marjorie Fowler von 1944 bis zu seinem Tod im Jahr 1998 verheiratet. Aus der Ehe ging ihr Sohn Michael hervor. Sie starb 2003 im Alter von 82 Jahren in ihrem Haus in Hollywood Hills.

## Filmografie (Auswahl)
- 1944: Gefährliche Begegnung (The Woman in the Window)
- 1948: Mr. Peabody und die Meerjungfrau (Mr. Peabody and the Mermaid)
- 1953: Der unheimliche Untermieter (Man in the Attic)
- 1957: Eva mit den drei Gesichtern (The Three Faces of Eve)
- 1957: Geheimring Nippon (Stopover Tokyo)
- 1958: Fräulein
- 1958: Getrennt von Tisch und Bett (Separate Tables)
- 1959: Über den Gassen von Nizza (The Man Who Understood Women)
- 1960: Elmer Gantry
- 1961: Ein Pyjama für zwei (Lover Come Back)
- 1961: Der Außenseiter (The Outsider)
- 1962: Mr. Hobbs macht Ferien (Mr. Hobbs Takes a Vacation)
- 1962: Ein Rucksack voller Ärger  (40 Pounds of Trouble)
- 1963: In Liebe eine 1 (Take Her, She’s Mine)
- 1964: Immer mit einem anderen (What a Way to Go!)
- 1965: Geliebte Brigitte (Dear Brigitte)
- 1967: Doktor Dolittle (Doctor Dolittle)
- 1969: Wenn dich der Mörder küßt (Once You Kiss a Stranger …)
- 1970: Blutige Erdbeeren (The Strawberry Statement)
- 1972: Eroberung vom Planet der Affen (Conquest of the Planet of the Apes)
- 1973: The Blue Knight (TV-Film)
- 1972–1977: Die Waltons (The Waltons) (TV-Serie, 40 Folgen)
- 1978: Eine amerikanische Familie (Family) (TV-Serie, zwei Folgen)
- 1980: It’s My Turn – Ich nenn’ es Liebe (It’s My Turn)
- 1981: The Marva Collins Story (TV-Film)
- 1982: Washington Mistress (TV-Film)
- 1984: Family Secrets (TV-Film)
- 1985: Evergreen (TV-Dreiteiler)

## Auszeichnungen
Eddie Awards
Nominiert:
- 1965: Immer mit einem anderen
- 1966: Geliebte Brigitte
- 1968: Doktor Dolittle (zusammen mit Samuel E. Beetley)
- 1972: Die Waltons (zusammen mit Gene Fowler Jr.)
- 1974: The Blue Knight (zusammen mit Samuel E. Beetley)

Gewonnen:
- 1982: The Marva Collins Story
- 2000: ACE Career Achievement Award

Weitere
- 1968: Nominierung für den Oscar in der Kategorie Bester Schnitt zusammen mit Samuel E. Beetley für Doktor Dolittle
- 1973: Emmy zusammen mit Gene Fowler Jr. und Anthony Wollner für Die Waltons
- 1974: Emmy zusammen mit Gene Fowler Jr. und Samuel E. Beetley für The Blue Knight